# Roseau
Roseau (in creolo delle Antille Wozo), con una popolazione di 14 725 abitanti (censimento 2011), è la capitale della Dominica, situata nella Parrocchia di Saint George.

## Storia
La città di Roseau si estende su una pianura alluvionale dalla forma di un ventaglio formatasi centinaia di anni fa dall'opera di deposizione dei detriti alluvionali del fiume Roseau.

## Clima
| Roseau              | Mesi | Mesi | Mesi | Mesi | Mesi | Mesi | Mesi | Mesi | Mesi | Mesi | Mesi | Mesi | Stagioni | Stagioni | Stagioni | Stagioni | Anno  |
| Roseau              | Gen  | Feb  | Mar  | Apr  | Mag  | Giu  | Lug  | Ago  | Set  | Ott  | Nov  | Dic  | Inv      | Pri      | Est      | Aut      | Anno  |
| ------------------- | ---- | ---- | ---- | ---- | ---- | ---- | ---- | ---- | ---- | ---- | ---- | ---- | -------- | -------- | -------- | -------- | ----- |
| T. max. media (°C)  | 28,7 | 29,1 | 29,9 | 30,5 | 31,3 | 31,4 | 31,3 | 31,4 | 31,7 | 31,0 | 30,3 | 29,5 | 29,1     | 30,6     | 31,4     | 31,0     | 30,5  |
| T. min. media (°C)  | 20,8 | 20,5 | 20,8 | 21,5 | 22,6 | 23,6 | 23,2 | 23,5 | 23,3 | 22,9 | 22,4 | 21,4 | 20,9     | 21,6     | 23,4     | 22,9     | 22,2  |
| Precipitazioni (mm) | 118  | 77   | 83   | 79   | 105  | 210  | 311  | 240  | 244  | 219  | 178  | 133  | 328      | 267      | 761      | 641      | 1 997 |

## Luoghi d'interesse
La città esporta lime, sia il frutto che il succo, oli essenziali, frutti tropicali e spezie. Sorge sulla costa ovest del paese e presenta una architettura che è un misto di moderno e coloniale francese. Nelle vicinanze della città si possono ammirare incantevoli scenari naturali, sorgenti termali e cascate come le Trafalgar Falls note anche come "Cascate Gemelle". Entrambe le cascate sono generate dal Breakfast River, affluente del Roseau River, e vengono denominate familiarmente "Papa Falls" (la più alta a sinistra, 38 mt) e "Mama Falls" (la più bassa a destra, 22 mt).